# Oligonychus cubensis
Oligonychus cubensis är en spindeldjursart som först beskrevs av Livshits 1968.  Oligonychus cubensis ingår i släktet Oligonychus och familjen Tetranychidae. Inga underarter finns listade i Catalogue of Life.